# دژاوو (ترانه بیانسه)
«دژاوو» تک‌آهنگی از هنرمند اهل ایالات متحده آمریکا بیانسه، جی زی است که در ۲۴ ژوئن ۲۰۰۶ منتشر شد. این تک‌آهنگ در آلبوم زادروز قرار داشت.
این تک‌آهنگ در چارت‌های اسکاتلند، آلمان، ایرلند، جزو ده ترانه اول قرار گرفت.

## جدول‌های موسیقی
| جدول (۲۰۰۶)                                       | بهترین جایگاه |
| ------------------------------------------------- | ------------- |
| استرالیا (ای‌آرآی‌ای)                               | ۱۲            |
| استرالین اربان (ای‌آرآی‌ای)                         | ۴             |
| اتریش (او۳ تاپ ۴۰ اتریش)                          | ۱۲            |
| بلژیک (اولتراتاپ ۵۰ فلاندرز)                      | ۸             |
| بلژیک (اولتراتاپ ۵۰ والونی)                       | ۱۹            |
| سی‌اچ‌آر/تاپ ۴۰ کانادا (بیلبورد)                    | ۱۲            |
| هات ای‌سی کانادا (بیلبورد)                         | ۴۱            |
| کشورهای مستقل همسود (تاپ‌هیت)                      | ۴۳            |
| کرواسی (اچ‌آرتی)                                   | ۸             |
| جمهوری چک (رادیو – تاپ ۱۰۰)                       | ۲۱            |
| دانمارک ایرپلی (ترک‌لیسن)                          | ۱۶            |
| ۱۰۰ تک‌آهنگ داغ اروپا (بیلبورد)                    | ۲             |
| فنلاند (جدول‌های رسمی فنلاند)                      | ۶             |
| فرانسه (اس‌ان‌ئی‌پی)                                 | ۲۳            |
| ایرپلی فرانسه (اس‌ان‌ئی‌پی)                          | ۱۰            |
| آلمان (جدول‌های رسمی آلمان)                        | ۹             |
| ترانه‌های رقص جهانی (بیلبورد)                      | ۳             |
| یونان (آی‌اف‌پی‌آی)                                  | ۸             |
| مجارستان (رادیوس تاپ ۴۰)                          | ۴             |
| مجارستان (۴۰ تک‌آهنگ برتر)                         | ۲             |
| ایرلند (ایرما)                                    | ۳             |
| ایتالیا (فیمی)                                    | ۴             |
| هلند (۴۰ آهنگ برتر)                               | ۱۷            |
| هلند (۱۰۰ تک‌آهنگ برتر)                            | ۱۳            |
| نیوزیلند (ریکوردد میوزیک ان‌زد)                    | ۱۵            |
| نروژ (وی‌جی-لیستا)                                 | ۳             |
| رومانی (۱۰۰ تک‌آهنگ برتر رومانی)                   | ۱             |
| اسکاتلند (اوسی‌سی)                                 | ۴             |
| اسلواکی (رادیو – ۱۰۰ آهنگ برتر)                   | ۴۳            |
| سوئد (فهرست برترین‌های سوئد)                       | ۱۱            |
| سوئیس (شوایزر هیت‌پاراد)                           | ۳             |
| تک‌آهنگ‌های بریتانیا (اوسی‌سی)                       | ۱             |
| بیلبورد هات ۱۰۰ ایالات متحده                      | ۴             |
| ترانه‌های آراندبی بزرگسالان ایالات متحده (بیلبورد) | ۲۰            |
| ترانه‌های باشگاه رقص ایالات متحده (بیلبورد)        | ۱             |
| ایرپلی آراندبی/هیپ-هاپ ایالات متحده (بیلبورد)     | ۱             |
| ۴۰ آهنگ برتر جریان اصلی ایالات متحده (بیلبورد)    | ۱۴            |
| پاپ ۱۰۰ ایالات متحده (بیلبورد)                    | ۱۰            |
| ریتمیک ایالات متحده (بیلبورد)                     | ۹             |

| جدول (۲۰۰۶)                                         | جایگاه |
| --------------------------------------------------- | ------ |
| استرالیا (ای‌آرآی‌ای)                                 | ۹۸     |
| اربن استرالیا (ای‌آرآی‌ای)                            | ۳۴     |
| بلژیک (اولتراتاپ ۵۰ فلاندرز)                        | ۷۵     |
| کشورهای مستقل همسود (تاپ‌هیت)                        | ۱۷۵    |
| ۱۰۰ تک‌آهنگ داغ اروپا (بیلبورد)                      | ۵۰     |
| آلمان (جدول‌های رسمی آلمان)                          | ۸۰     |
| ایتالیا (اف‌آی‌ام‌آی)                                  | ۴۹     |
| رومانی (۱۰۰ تک‌آهنگ برتر رومانی)                     | ۶۴     |
| سوئیس (شوایزر هیت‌پاراد)                             | ۵۵     |
| تک‌آهنگ‌های بریتانیا (اوسی‌سی)                         | ۵۶     |
| ۱۰۰ آهنگ داغ بیلبورد ایالات متحده                   | ۷۵     |
| ترانه‌های باشگاه رقص ایالات متحده (بیلبورد)          | ۴۰     |
| ترانه‌های داغ آراندبی/هیپ هاپ ایالات متحده (بیلبورد) | ۲۵     |
| پاپ ۱۰۰ ایالات متحده (بیلبورد)                      | ۹۵     |

## گواهینامه‌ها
| منطقه                                                                       | گواهی  | واحد گواهی‌شده/فروش |
| --------------------------------------------------------------------------- | ------ | ------------------ |
| استرالیا (آی‌اف‌پی‌آی استرالیا)                                                | پلاتین | ۷۰٬۰۰۰             |
| کانادا (میوزیک کانادا)                                                      | طلا    | ۴۰٬۰۰۰             |
| بریتانیا (بی‌پی‌آی)                                                           | نقره   | ۲۰۰٬۰۰۰^           |
| ایالات متحده (آرآی‌ای‌ای)                                                     | پلاتین | ۱٬۰۰۰٬۰۰۰          |
| ^ رقم توزیع تنها بر پایهٔ گواهی‌ها. · رقم فروش+پخش جاری تنها بر پایهٔ گواهی‌ها. |        |                    |

## تاریخچه انتشار
| منطقه        | تاریخ         | فرمت(ها)                             | ناشر(ها)           | م.            |
| ------------ | ------------- | ------------------------------------ | ------------------ | ------------- |
| ایالات متحده | ۲۴ ژوئن ۲۰۰۶  | رادیو اربن معاصر                     | کلمبیا میوزیک ورلد | [ ۵۷ ]        |
| ایالات متحده | ۲۵ ژوئیهٔ ۲۰۰۶ | دانلود دیجیتال                       | کلمبیا میوزیک ورلد | [ ۵۸ ]        |
| ژاپن         | ۲۶ ژوئیهٔ ۲۰۰۶ | سی‌دی                                 | سونی بی‌ام‌جی        | [ ۵۹ ]        |
| استرالیا     | ۷ اوت ۲۰۰۶    | سی‌دی                                 | سونی بی‌ام‌جی        | [ ۶۰ ]        |
| ایالات متحده | ۱۵ اوت ۲۰۰۶   | دانلود دیجیتال (۲ قطعه‌ای) سی‌دی ماکسی | کلمبیا میوزیک ورلد | [ ۶۱ ] [ ۶۲ ] |
| آلمان        | ۱۸ اوت ۲۰۰۶   | سی‌دی سی‌دی ماکسی                      | سونی بی‌ام‌جی        | [ ۱۶ ]        |
| بریتانیا     | ۱۸ اوت ۲۰۰۶   | دانلود دیجیتال (آلبوم چندآهنگه)      | آرسی‌ای             | [ ۶۳ ]        |
| فرانسه       | ۲۱ اوت ۲۰۰۶   | سی‌دی                                 | سونی بی‌ام‌جی        | [ ۶۴ ]        |
| بریتانیا     | ۲۱ اوت ۲۰۰۶   | صفحه ۱۲ اینچی سی‌دی                   | آرسی‌ای             | [ ۶۵ ]        |